# Owls de Grand Rapids
Les  Owls de Grand Rapids (hiboux) sont une ancienne franchise de ligue mineure de hockey sur glace qui évoluait dans la Ligue internationale de hockey de 1977 à 1980.
La franchise avait commencé son activité en 1977 en tant que Owls de Dayton mais elle a changé de nom le 17 décembre 1977 après un déménagement à Grand Rapids dans le Michigan et dans la patinoire: Stadium Arena.
Les joueurs évoluaient en rouge, blanc et noir.
De 1977 à 1979, les Owls étaient affiliées aux Penguins de Pittsburgh de la Ligue nationale de hockey.

## Saisons après saisons
Note: PJ : parties jouées, V : victoires, D : défaites, N : matchs nuls, DP : défaite en prolongation, Pts : Points, BP : buts pour, BC : buts contre, Pun : minutes de pénalité
| Saison    | PJ | V  | D  | N  | Pts | BP  | BC  | Classement                                        |
| --------- | -- | -- | -- | -- | --- | --- | --- | ------------------------------------------------- |
| 1977-1978 | 80 | 27 | 43 | 10 | 64  | 290 | 332 | 9e sur 9                                          |
| 1978-1979 | 80 | 50 | 21 | 9  | 109 | 368 | 267 | 1er sur 9 et défaite en finale de la Coupe Turner |
| 1979-1980 | 80 | 27 | 41 | 12 | 66  | 327 | 340 | 9e sur 10                                         |